# Bembidion cordatum
Bembidion cordatum es una especie de escarabajo del género Bembidion, familia Carabidae. Fue descrita científicamente por LeConte en 1847.
Habita en los Estados Unidos y Canadá (desde Nuevo Hampshire hasta Dakota del Norte y desde Saskatchewan hasta Tennessee, Arkansas, Texas y Arizona.